# Villebon-sur-Yvette
Pour les articles homonymes, voir Villebon.
Villebon-sur-Yvette (prononcé [vilbɔ̃ sʏʁ ivɛt̪] ) est une commune française située dans le département de l’Essonne en région Île-de-France.
Village agricole jusqu’à la fin du XIXe siècle, situé à l’extrémité de la vallée de Chevreuse, Villebon-sur-Yvette a connu dès le début du XXe siècle une urbanisation de villégiature puis de résidence avec l’arrivée du chemin de fer, qui en fait aujourd’hui une commune pavillonnaire de l’unité urbaine de Paris.
Avantagée par la présence sur son territoire du parc d'activités de Courtabœuf, du Grand Dôme et de la zone commerciale de Villebon 2, c’est devenu une des communes les plus « riches » du département.
Ses habitants sont appelés les Villebonnais.

## Géographie

### Situation
Villebon-sur-Yvette se situe dans la région naturelle du Hurepoix au sud de la vallée de la rivière l’Yvette, aussi appelée vallée de Chevreuse, sur un terrain composé de meulière, sable et argile.
Un important site d’émission de radio et de télévision se trouvait à Villebon-sur-Yvette jusqu'en 2021. Il couvrait le sud-ouest de la région parisienne.
Villebon-sur-Yvette est située à vingt kilomètres au sud-ouest de Paris-Notre-Dame, point zéro des routes de France, dix-sept kilomètres au nord-ouest d’Évry, deux kilomètres au sud-ouest de Palaiseau, sept kilomètres au nord-ouest de Montlhéry, douze kilomètres au nord-ouest d’Arpajon, quatorze kilomètres au sud-est de Versailles, vingt-et-un kilomètres au nord-ouest de Corbeil-Essonnes, vingt-cinq kilomètres au nord-est de Dourdan, vingt-six kilomètres au nord-ouest de La Ferté-Alais, trente kilomètres au nord d’Étampes et trente-sept kilomètres au nord-ouest de Milly-la-Forêt.
La commune de Villebon-sur-Yvette est située à quatre-vingt-deux kilomètres de son homonyme Villebon en Eure-et-Loir.

### Hydrographie

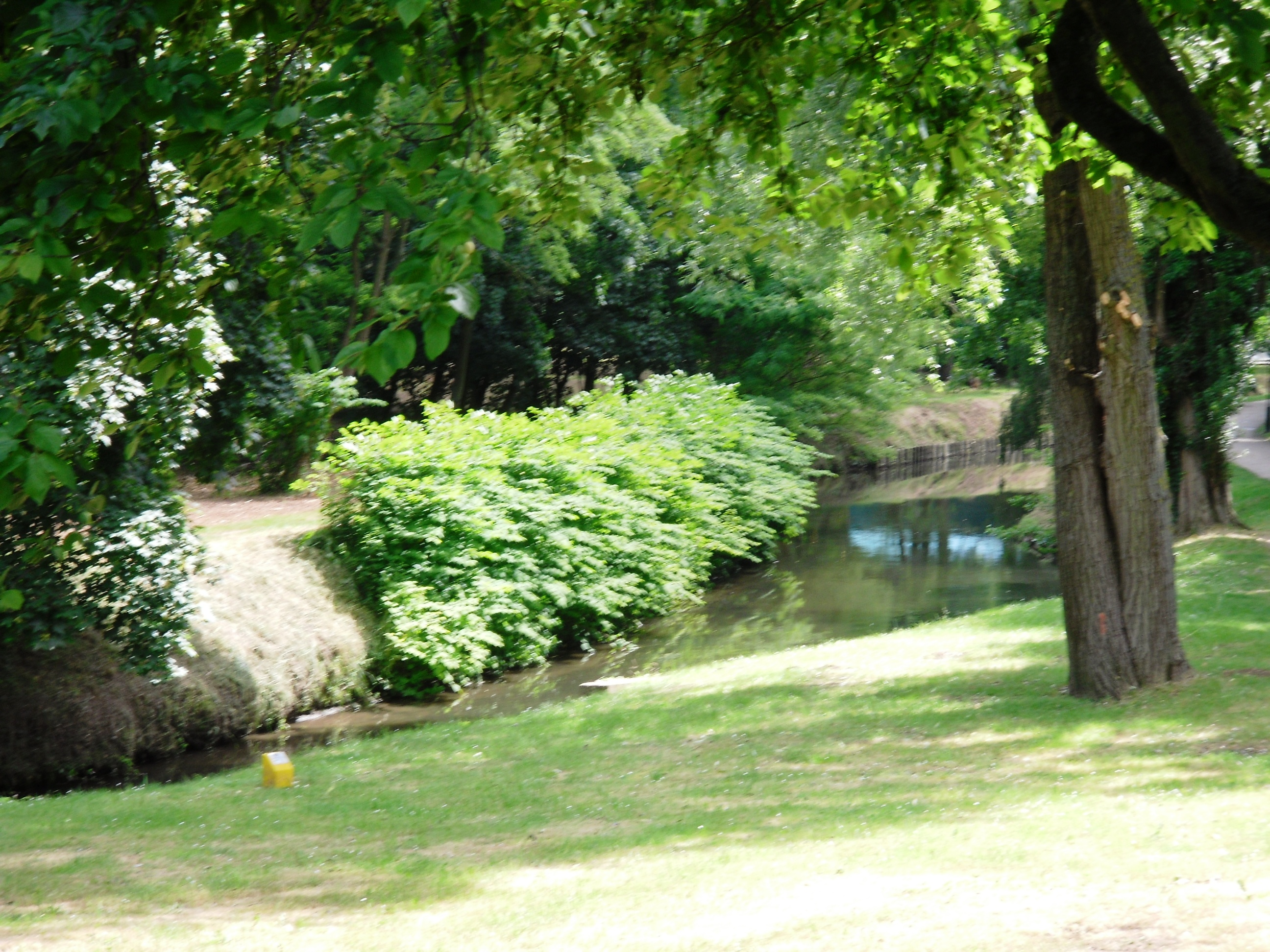
L’Yvette dans le parc de la Mairie.

La commune est située sur la rive droite de l’Yvette qui fait office de limite entre Villebon-sur-Yvette et Palaiseau puis Champlan sur 1,713 km.
Le débit moyen de la rivière, mesuré dans la station communale s’étage entre 0,876 mètres cubes par seconde en septembre et 2,03 mètres cubes par seconde en février. Le débit maximal instantané mesuré à 18,2 mètres cubes par seconde intervint le 28 décembre 1999 lors d’une crue où la rivière atteint une hauteur de deux cent trente-trois centimètres.
Plusieurs ruisseaux parcourent le territoire de la commune. De l’amont à l’aval passent le ruisseau de la Butte Sainte-Catherine, le Vatancul, le Cretel, le ruisseau du Parc et à la limite avec Champlan le ruisseau de Paradis et la Boële, qui n'est pas un affluent de l'Yvette, mais une dérivation partielle, artificielle de l'Yvette et qui a été terminée en 1932.

### Relief et géologie

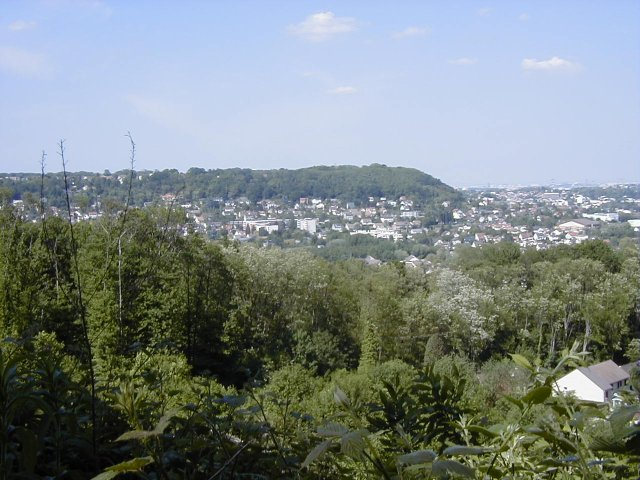
Villebon-sur-Yvette au cœur de la vallée de l’Yvette.

Le relief de Villebon-sur-Yvette est caractérisé par sa situation dans la vallée de l’Yvette. En bas de la vallée, le point le plus bas se situe à quarante-trois mètres. Sur le plateau de Courtabœuf, le point le plus élevé est à cent soixante-quatre mètres. Entre ces deux points, la distance est parfois inférieure à un kilomètre. Les pentes sont donc relativement fortes, notamment dans le quartier Suisse. Sur le flanc est, entre le plateau et la rivière se trouve une grande plaine cultivée en pente douce nommée La Plesse. Un escalier de cent-soixante-deux marches sur cent-trente mètres permet de gravir la butte Sainte-Catherine dans la rue Daubigny.
La commune est située sur un terrain mêlant argile dans le fond de la vallée, sable et meulière sur les hauteurs.

### Communes limitrophes
Villebon-sur-Yvette est située sur la rive droite de l’Yvette, qui la sépare du nord-ouest au nord-est de Palaiseau et à l’est de Champlan. Sur la même rive, à l’ouest, le bois de la Grille Noire la sépare d’Orsay et au sud-est, la zone d’activité de La Prairie est limitrophe de Saulx-les-Chartreux. Sur le plateau de Courtabœuf, au sud se trouve Villejust et au sud-ouest Les Ulis qui chacune partagent leur territoire pour accueillir le parc d'activités de Courtabœuf.
|          | Palaiseau           |                     |
| Orsay    | Villebon-sur-Yvette | Champlan            |
| Les Ulis | Villejust           | Saulx-les-Chartreux |

### Climat
Pour des articles plus généraux, voir Climat de l'Île-de-France et Climat de l'Essonne.
En 2010, le climat de la commune est de type climat océanique dégradé des plaines du Centre et du Nord, selon une étude du CNRS s'appuyant sur une série de données couvrant la période 1971-2000. En 2020, Météo-France publie une typologie des climats de la France métropolitaine dans laquelle la commune est exposée à un climat océanique altéré et est dans la région climatique Sud-ouest du bassin Parisien, caractérisée par une faible pluviométrie, notamment au printemps (120 à 150 mm) et un hiver froid (3,5 °C).
Pour la période 1971-2000, la température annuelle moyenne est de 11,4 °C, avec une amplitude thermique annuelle de 15,3 °C. Le cumul annuel moyen de précipitations est de 665 mm, avec 11,2 jours de précipitations en janvier et 7,9 jours en juillet. Pour la période 1991-2020, la température moyenne annuelle observée sur la station météorologique la plus proche, située sur la commune de Gometz-le-Châtel à 7 km à vol d'oiseau, est de 11,3 °C et le cumul annuel moyen de précipitations est de 734,7 mm,. Pour l'avenir, les paramètres climatiques de la commune estimés pour 2050 selon différents scénarios d'émission de gaz à effet de serre sont consultables sur un site dédié publié par Météo-France en novembre 2022.

### Voies de communication et transports

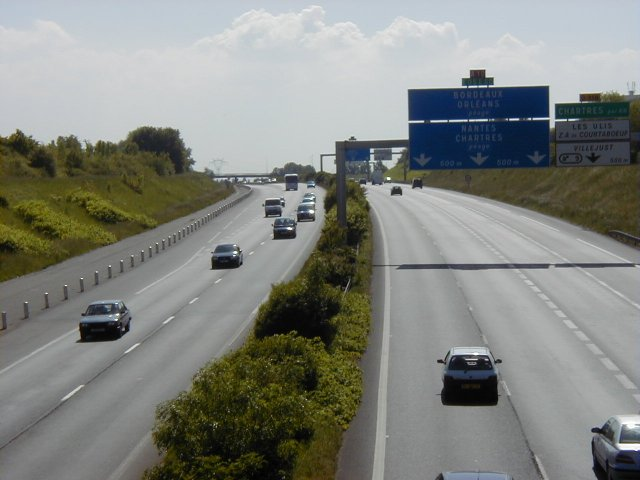
L’autoroute A10 à Villebon-sur-Yvette.

Le territoire communal est traversé par plusieurs grands axes routiers. Le premier en importance est l’autoroute A10 qui traverse tout le territoire du nord au sud-ouest dans une tranchée séparant le centre-ville des espaces de culture. D’est en ouest, elle est traversée dans le bois des Gelles par l'ex-RN 188 qui reprend le tracé de l’ancienne voie ferrée de la ligne Paris - Chartres par Gallardon. Elle complète la route départementale 988, la route de Paris à Chartres qui traverse le nord-ouest sous l’appellation d’avenue du Général-de-Gaulle. Enfin, la route départementale 59 relie le plateau de Courtabœuf à Palaiseau par les champs sous l’appellation d’avenue de la Plesse. Au total, six ponts permettent la traversée de l’Yvette vers la commune voisine de Palaiseau.
Sous le plateau de Courtabœuf et les quartiers de Villiers et des Sablons passe le tunnel de Villejust de la LGV Atlantique, construit en 1985. Achevé en 1989, il aura nécessité l’extraction de 600 000 m3 de sable, la pose de 50 000 voussoirs et de 100 000 m3 de béton armé.
La commune ne dispose plus de gare sur son territoire depuis la fermeture de la gare de Villebon-État. Elle est aussi fortement liée à la ligne de Sceaux utilisée par la ligne B du RER d'Île-de-France sur le versant nord de la vallée avec la gare de Palaiseau - Villebon et la gare de Lozère.
L’ancienne gare de Villebon-État, près du centre culturel, et certains ponts ou tunnels du quartier suisse sont les vestiges de la ligne Paris-Chartres par Gallardon. Une locomotive à vapeur est toujours exposée sur un tronçon de rail.
Ces deux gares sont d’ailleurs desservies par le service de transports en commun assuré par la ligne 19 du réseau de bus Paris-Saclay qui parcourt la commune de 6h00 à 20h00 et un service de transport à la demande qui est réservé aux personnes âgées, notamment vers les centres commerciaux et les marchés. S’ajoutent à cela la ligne de bus Noctilien N122 qui s’arrête à la station « Les Suisses-Lozère » entre 0h30 et 5h30 et les autobus du réseau de bus Paris-Saclay DM12 et du réseau de bus Cœur d'Essonne M153 depuis Massy-Palaiseau aux stations « La Bretêche » et « École de l’Île-de-France ».
L’aéroport de Paris-Orly, situé à dix kilomètres au nord-est, est accessible par l’Orlyval avec correspondance à Antony par le RER B direction Aéroport Charles-de-Gaulle 2 TGV, la commune se trouve d’ailleurs dans l’axe du couloir aérien des pistes 3 et 4 de l’aéroport. L’aéroport de Paris-Charles-de-Gaulle situé à quarante-deux kilomètres au nord-est est accessible directement par le RER B  direction Saint-Rémy-lès-Chevreuse. L’aviation d'affaires est orientée vers l’aéroport de Toussus-le-Noble à dix kilomètres au nord-ouest.

## Urbanisme

### Typologie
Au 1er janvier 2024, Villebon-sur-Yvette est catégorisée grand centre urbain, selon la nouvelle grille communale de densité à sept niveaux définie par l'Insee en 2022.
Elle appartient à l'unité urbaine de Paris, une agglomération inter-départementale regroupant 407  communes, dont elle est une commune de la banlieue,,. Par ailleurs la commune fait partie de l'aire d'attraction de Paris, dont elle est une commune du pôle principal,. Cette aire regroupe 1 929 communes,.

### Habitat et logement
En 2018, le nombre total de logements dans la commune était de 4 840, alors qu'il était de 4 648 en 2013 et de 4 183 en 2008.
Parmi ces logements, 93,1 % étaient des résidences principales, 1,4 % des résidences secondaires et 5,5 % des logements vacants. Ces logements étaient pour 48,4 % d'entre eux des maisons individuelles et pour 50,7 % des appartements.
La commune ne respecte pas ses obligations issues de la loi SRU de 2000, qui lui impose de disposer d'au moins 25 % de logements sociaux parmi ses résidences principales : Au nombre de 465 (11,6 %) en 2008, leur nombre s'est néanmoins augmenté pour atteindre 588 (13,0 %) en 2008 en 2018. La commune a donc été astreinte au paiement d'une pénalité financière de 246 352 € cette même année
Le tableau ci-dessous présente la typologie des logements à Villebon-sur-Yvette en 2018 en comparaison avec celle de l'Essonne et de la France entière. Une caractéristique marquante du parc de logements est ainsi une proportion de résidences secondaires et logements occasionnels (1,4 %) inférieure à celle du département (1,6 %) mais supérieure à celle de la France entière (9,7 %). Concernant le statut d'occupation de ces logements, 60,9 % des habitants de la commune sont propriétaires de leur logement (63 % en 2013), contre 58,7 % pour l'Essonne et 57,5 pour la France entière.
| Typologie                                               | Villebon-sur-Yvette | Essonne | France entière |
| ------------------------------------------------------- | ------------------- | ------- | -------------- |
| Résidences principales (en %)                           | 93,1                | 91,9    | 82,1           |
| Résidences secondaires et logements occasionnels (en %) | 1,4                 | 1,6     | 9,7            |
| Logements vacants (en %)                                | 5,5                 | 6,5     | 8,2            |

### Lieux-dits, quartiers et écarts
La commune se divise en trois ensembles séparés par des cultures ou le massif forestier. Ces ensembles disposent chacun de quartiers. Au nord-est, le site historique avec le Village, la Prairie, la Plesse, la Bretêche, le Regard et la Tournelle. Au sud-est, le hameau de Villiers et le parc d'activités de Courtabœuf cernés par les cultures. Enfin, du sud-ouest au nord, dans la vallée, la ville résidentielle et ses quartiers d’habitations historiques ou récents des Sablons, Maraîchers, la Roche, les Casseaux, les Foulons, le Quartier Suisse, Bel-Air, le Beau-Site, et Fourcherolles.

### Occupation des sols
Le territoire de la commune se compose en 2017 de 35.53 % d'espaces agricoles, forestiers et naturels, 11.64 % d'espaces ouverts artificialisés et 52.82 % d'espaces construits artificialisés.

## Toponymie
Villabona au XIIe siècle,.
En 1922 fut ajoutée la référence à la rivière pour distinguer la commune de son homonyme située en Eure-et-Loir.

## Histoire
Les origines
Des fouilles préventives effectuées aux Sablons pour le percement du tunnel du TGV en 1984 ont mis au jour près de trois cents pièces, outils façonnés et déchets de tailles, datant du Paléolithique supérieur.
Plus tard une Villa-Bona gallo-romaine donnera son nom à Villebon.
Une légende raconte qu’en 451, sainte Geneviève, après avoir protégé Paris de l’avancée des Huns s’arrêta pour se désaltérer dans une source qui porte son nom dans le parc actuel du château.
En 745, le roi Pépin le Bref fit don du fief de Palaiseau à l’abbaye de Saint-Germain-des-Prés. En 815, le recensement établit une population de deux cent quatre-vingt-trois personnes sur le territoire de Villebon. En 992, une bataille se déroula dans la plaine entre La Plesse et Villefeu. Les belligérants étaient Bouchard, comte de Corbeil et vassal de Hugues Capet et Eudes Ier de Blois, soutenu par Richard Ier de Normandie. Villebon était alors à la frontière du domaine royal. Jusqu’en 1056, l’histoire de Villebon fut liée à celle de Palaiseau. À cette date, Fromand de Paris devint le premier seigneur de Villebon. C’est son fils, Aszo qui le premier prit le nom de Villabona en 1092, et fit construire une ferme fortifiée sur l’actuel site du château de Villebon-sur-Yvette. Gautier de Villebon fut également seigneur de Villabona, et Hugues, son fils, demanda dans son testament, qu'après la mort de son père, les moines détiendraient la dîme et les sépultures du village (les seigneurs laïques avaient un droit sur les cimetières).
Villebon seigneurie et château

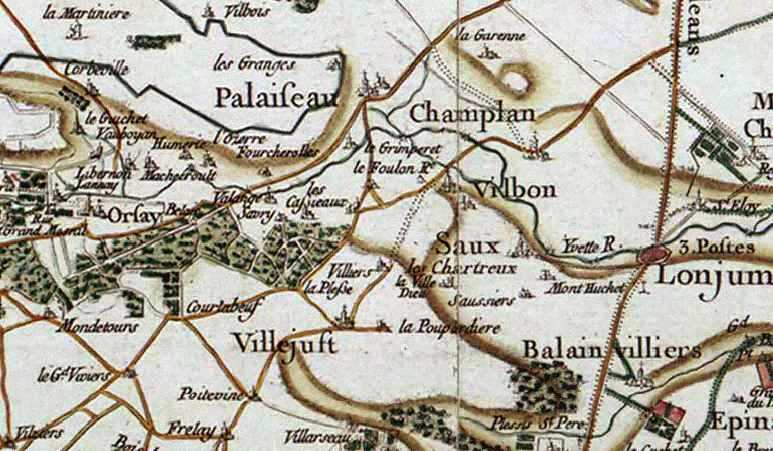
Carte de « Vilbon » d’après Cassini.

En 1474 le domaine de Villebon devint la propriété de la famille de Thou. En 1512, Augustin de Thou fit construire à la place de la demeure existante le petit Château de Villebon-sur-Yvette, de style Renaissance dont subsiste aujourd’hui le pavillon Henri IV. En 1563, Nicolas de Thou, seigneur de Villebon et évêque de Chartres, obtint du roi Charles IX l’établissement d’un marché tous les jeudis et deux foires, le 27 septembre et le 12 novembre, donnant ainsi à Villebon une certaine reconnaissance. En 1587, il fit bâtir une chapelle à Villebon sous l’invocation des saints Côme et Damien.
En 1611, un incendie ravagea le château. Jacques Auguste de Thou confia à Louis Métezeau, architecte du roi Henri IV sa reconstruction, qu’ils ne purent finir. Le domaine fut alors vendu en l’état en 1626 à André Ier Potier de Novion, président au parlement de Paris, qui acheva la restauration du château. Son fils, Nicolas Potier de Novion l’agrandit par deux ailes. Le 24 mai 1648, il obtint de l’archevêque de Paris d’ériger Villebon en paroisse, contre dédommagement au curé de Palaiseau. C’est aussi en 1648 que fut aménagé l’escalier de la rue Daubigny comptant cent soixante deux marches pour gravir la butte Sainte-Catherine. Le 8 juillet 1787 s’ouvrit le registre paroissial.
La Révolution française
Le 16 avril 1789, l’assemblée du tiers état rédige le cahier de doléances. Le 31 janvier 1790, la population élit les membres du conseil général de la paroisse. En 1793, la cour d'appel de Paris décida que l’Yvette sépare les deux communautés de Villebon et de Palaiseau. En 1806, la propriété de Villebon revient au comte Alfred-Félix de Montesquiou-Fezensac qui fait construire le presbytère et l’orangerie du château.
Les temps modernes et l’essor

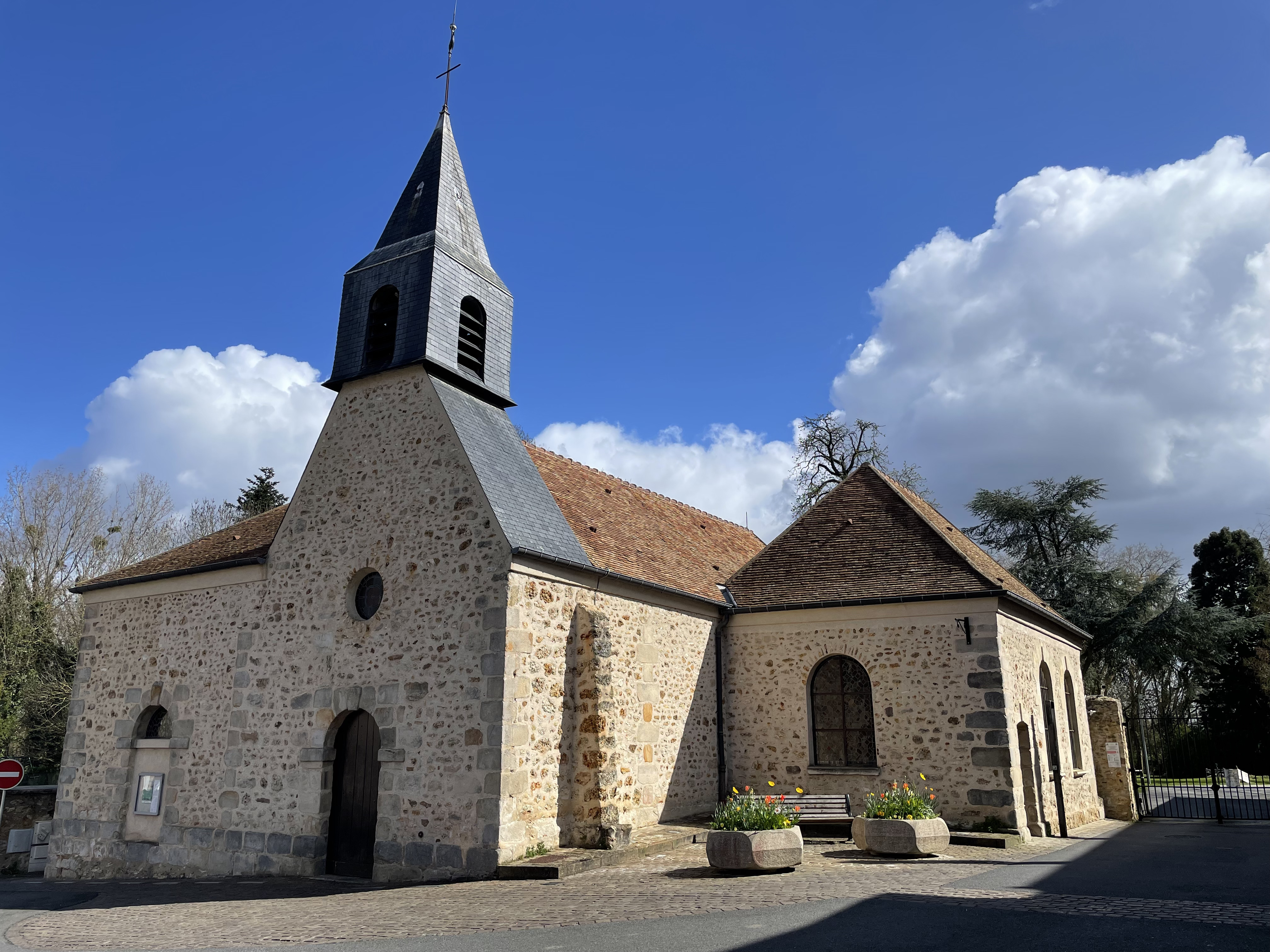
L'Eglise Saint Côme et Damien de Villebon.

Le domaine est rapidement revendu en 1832 au baron Laurent-Antoine-Isidore de Nivière, maire de la commune, qui laisse par testament dix mille francs pour en distribuer les intérêts aux familles nécessiteuses. Son fils, Louis, offre en 1855 le terrain qui accueille le nouveau cimetière. Élu maire à son tour, il accorde à quarante-huit familles de Villebon les soins médicaux gratuits. En 1846, Villebon fait l’acquisition d’une pompe à incendie. Le 6 septembre 1857 est inaugurée l’école-mairie, actuel conservatoire de musique. En 1864 fut construit le Haras de Villebon et en 1889, la cloche de l’église fut bénie par le père Émile Lapchin, curé de Villebon.
En 1899, installation de l’éclairage au gaz dans les rues et à l’école, suivie en 1906, de l’installation de l’électricité pour l’éclairage et le chauffage privé puis, en 1907, de l’éclairage électrique public. 1912 voit l’attribution d’un facteur-receveur pour la commune de Villebon. L’arrivée des lignes de chemin de fer jusque Paris au début du XXe siècle permet à Villebon, comme ses voisines, de développer une activité de villégiature pour les Parisiens. De cette époque datent les quartiers Suisses, Bel-Air, Beau-Site et l’expansion de Villebon sur les coteaux de l’Yvette.
Le 23 juin 1920, la Société Immobilière de l’École de l’Île-de-France, représentée par M. Hawkins, ancien élève de Cambridge achète le château, ses dépendances et les cent hectares de bois et prés alentour pour un million de francs. L’internat, divisé en quatre pavillons regroupant chacun vingt-cinq à trente élèves de sept à dix-huit ans, et deux maîtres accueille les enfants d’officiers français et étrangers tués lors de la Première Guerre mondiale, pour un coût de dix mille francs par an. Ils disposaient de l’électricité, du chauffage central, de l’« hydrothérapie » et du téléphone.
Le 23 septembre 1920 est inauguré le monument aux morts. En 1927 est mise en service la gare de Villebon-État sur la ligne Paris - Chartres par Gallardon. Le 18 novembre 1933, un incendie ravage le pavillon Sully et les salles de cours. L’école ferme ses portes. Une nouvelle école, tenue par les frères lazaristes ouvre en 1967 et ferme l’année suivante pour laisser la place à un centre de retraites spirituelles. Aujourd’hui, ce centre partage le domaine avec un collège et lycée privé qui utilisent toujours le nom d’Île-de-France.
En 1922, à la suite de certaines confusions avec la commune de Villebon en Eure-et-Loir, la commune adopte le nom de Villebon-sur-Yvette, en référence à la rivière qui coule sur son territoire.
L’Entre-deux-guerres voit la ville se moderniser, généralisation de l’électricité, du gaz, de l’eau courante et du téléphone, modernisation de gare de Palaiseau - Villebon, construction du groupe scolaire des Casseaux (1931), construction de la chapelle Saint-Sébastien en 1938. Le 14 août 1938 à 18 h 30, la station d’émission de Villebon-sur-Yvette diffuse son premier programme, un concert.
Durant la Seconde Guerre mondiale, le château est occupé par les Allemands qui en font une kommandantur et un poste de la Waffen-SS. À quelques centaines de mètres de là, Jacques Duclos, dirigeant du PCF clandestin se cache de 1941 à 1944 dans la villa de l’Oasis au hameau de Villiers. Comme la région, la ville est libérée le 24 août 1944 par la division Leclerc. Durant cette période, deux villebonnaises se sont illustrées et ont été récompensées par le titre de Juste de France, Lucienne Reuter en 1995 et Julie Thelliez en 2002.
En 1961, l’OAS sabote l’émetteur de Villebon mais il est remis en état et complété en 1965 d’une deuxième antenne. En 1969, la commune accueille le départ du prologue de la course cycliste Paris-Nice.
Cette modernisation de Villebon-sur-Yvette se poursuit après-guerre avec la construction du collège Jules-Verne, le développement des parcs d’activités de Courtabœuf et La Prairie, les grands travaux de 1988 avec l’inauguration de l’hôtel de ville par Charles Pasqua, du nouveau centre-ville avec l’école Andersen et de la résidence pour personnes âgées Alphonse-Daudet, du centre sportif Saint-Éxupéry, du centre culturel Jacques-Brel, du conservatoire Erik-Satie et plus récemment, Le Grand Dôme et la zone commercial de Villebon 2.

## Politique et administration

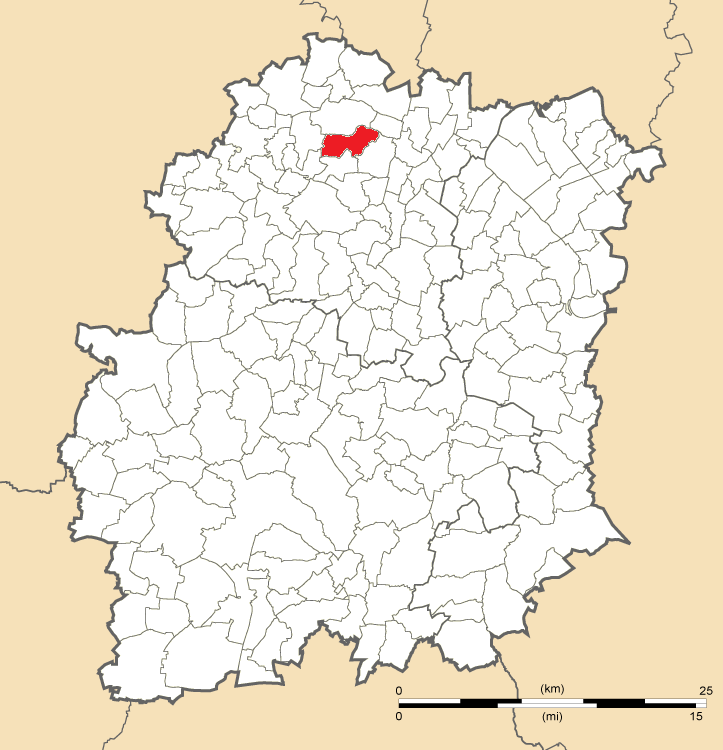
Position de Villebon-sur-Yvette en Essonne.

### Rattachements administratifs et électoraux
Antérieurement à la loi du 10 juillet 1964, la commune faisait partie du département de Seine-et-Oise. La réorganisation de la région parisienne en 1964 fit que la commune appartient désormais au département de l'Essonne et à son arrondissement de Palaiseau, après un transfert administratif effectif au 1er janvier 1968. Pour l'élection des députés, elle fait partie de la quatrième circonscription de l'Essonne
Elle faisait partie de 1801 à 1975 du canton de Palaiseau, année où elle devient chef-lieu du canton de Villebon-sur-Yvette. Dans le cadre du redécoupage cantonal de 2014 en France, elle intègre le canton des Ulis.
La commune est rattachée à la juridiction d’instance de Palaiseau, de grande instance et de commerce d’Évry, à la cour d'appel de Paris.
Depuis novembre 2005, la commune est au cœur de l’opération d'Intérêt National de Massy Palaiseau Saclay Versailles Saint-Quentin-en-Yvelines.

### Intercommunalité
La ville faisait partie de la communauté d'agglomération Europ'Essonne, créée fin 2006.
Dans le cadre de l'achèvement de la coopération intercommunale prévue par la loi de modernisation de l'action publique territoriale et d'affirmation des métropoles, le schéma régional de  coopération intercommunale arrêté par le préfet d'Île-de-France le 4 mars 2015 prévoit « la fusion de la communauté d'agglomération du Plateau de Saclay et de la communauté d'agglomération Europ'Essonne, et extension du périmètre du nouveau regroupement aux communes de Verrières-le-Buisson et Wissous ».
C'est dans ce cadre qu'est créée le 1er janvier 2016 la communauté d'agglomération Paris-Saclay, dont est désormais membre la commune.
En 2017, Villebon-sur-Yvette est également membre des syndicats de communes et syndicats mixtes suivants :
- Syndicat intercommunal pour le gaz et l'électricité en Île-de-France (SIGEIF) ;
- syndicat mixte Courtabœuf Développement[35] pour le développement coordonné de la zone d’emploi ;
- syndicat intercommunal pour l’enfance inadaptée[36] (SIEI) ;
- syndicat mixte pour l'aménagement hydraulique de la Vallée de l'Yvette[37] (SIAHVY), pour l’aménagement de la rivière.

### Tendances et résultats politiques
Une section du Parti socialiste et de l’Union pour un mouvement populaire sont présentes dans la commune.
La commune se caractérise par une ambivalence politique marquée, avec une reconduction depuis vingt-cinq ans du conseil municipal et du conseiller général de droite et une prédominance du vote de gauche aux élections supra-locales, se distinguant ainsi des autres communes du canton de Villebon-sur-Yvette ou du département dans sa globalité.
Ainsi lors de l’élection présidentielle de 2007, Ségolène Royal est arrivée en tête à Villebon-sur-Yvette avec 51,21 % des suffrages alors que le département choisissait Nicolas Sarkozy à 52,08 %, de même la députée Nathalie Kosciusko-Morizet fut réélue à 56,09 % sur l’ensemble de la quatrième circonscription alors que les électeurs villebonnais choisissaient le dissident Olivier Thomas (PS) à 50,01 % des voix. Cette tendance au vote à gauche s’est aussi manifesté en 2002 lors de l’élection présidentielle avec le rejet de l’extrême droite où Jean-Marie Le Pen n’a recueilli que 10,39 % contre 15,04 % en Essonne et 14,43 % en Île-de-France.
À l’inverse, le chiffre record de 58,54 % pour le Oui au Référendum de 2005 montre une nette divergence avec le reste du département qui rejetait le texte à 50,71 %. L’analyse des élections municipales et cantonales de 2008, qui ont nettement accordées la majorité des voix à l’équipe sortante divers droite dès le premier tour (respectivement 56,33 % et 51,47 %) tend à montrer que les électeurs villebonnais distinguent les élections nationales des élections locales, favorisant une certaine continuité locale depuis maintenant vingt-cinq ans et au contraire choisissant la rupture ou la contestation aux échéances nationales.
Élections présidentielles
Résultats des deuxièmes tours :
- Élection présidentielle de 2002 : 89,61 % pour Jacques Chirac (RPR), 10,39 % pour Jean-Marie Le Pen (FN), 86,64 % de participation[43].
- Élection présidentielle de 2007 : 51,21 % pour Ségolène Royal (PS), 48,79 % pour Nicolas Sarkozy (UMP), 88,69 % de participation[44].
- Élection présidentielle de 2012 : 54,30 % pour François Hollande (PS), 45,70 % pour Nicolas Sarkozy (UMP), 84,73 % de participation[45].
- Élection présidentielle de 2017 : 79,58 % pour Emmanuel Macron (EM), 20,42 % pour Marine Le Pen (FN), 85,09 % de participation[46].

Élections législatives
Résultats des deuxièmes tours :
- Élections législatives de 2002 : 53,71 % pour Pierre-André Wiltzer (UMP), 46,29 % pour Marianne Louis (PS), 66,99 % de participation[47].
- Élections législatives de 2007 : 50,01 % pour Olivier Thomas (PS), 49,99 % pour Nathalie Kosciusko-Morizet (UMP), 64,17 % de participation[48].
- Élections législatives de 2012 : 52,58 % pour Olivier Thomas (PS), 47,42 % pour Nathalie Kosciusko-Morizet (UMP), 64,75 % de participation[49].
- Élections législatives de 2017 : 59,63 % pour Marie-Pierre Rixain (REM), 40,37 % pour Agnès Evren (LR), 47,20 % de participation[50].

Élections européennes
Résultats des deux meilleurs scores 
- Élections européennes de 2004 : 30,56 % pour Harlem Désir (PS), 14,19 % pour Patrick Gaubert (UMP), 53,64 % de participation[51].
- Élections européennes de 2009 : 24,57 % pour Michel Barnier (UMP), 24,40 % pour Daniel Cohn-Bendit (Europe Écologie), 51,49 % de participation[52].
- Élections européennes de 2014 : 18,69 % pour Alain Lamassoure (Pour la France, agir en Europe, LUMP), 16,37 % pour Pervenche Berès (Choisir notre Europe, LUG), 50,03 % de participation[53].
- Élections européennes de 2019 : 28,66 % pour Nathalie Loiseau (Renaissance soutenue par la République en marche, le Modem et ses partenaires), 18,29 % pour Yannick Jadot (Europe Écologie), 57,55 % de participation[54].

Élections régionales
Résultats des deux meilleurs scores :
- Élections régionales de 2004 : 54,39 % pour Jean-Paul Huchon (PS), 38,85 % pour Jean-François Copé (UMP), 72,24 % de participation[55].
- Élections régionales de 2010 : 59,54 % pour Jean-Paul Huchon (PS), 40,46 % pour Valérie Pécresse (UMP), 55,81 % de participation[56].
- Élections régionales de 2015 : 59,54 % pour Claude Bartolone (PS), 40,46 % pour Valérie Pécresse (LR), 61,09 % de participation.

Élections cantonales et départementales
Résultats des deuxièmes tours :
- Élections cantonales de 2001 : données manquantes.
- Élections cantonales de 2008 : 51,47 % pour Dominique Fontenaille (DVD) élu au premier tour, 33,85 pour Thomas Chaumeil (PS), 65,66 % de participation[57].
- Élections départementales de 2015 : 53,20 % pour Dominique Fontenaille (DVD) et Françoise Marhuenda (SE), 46,80 % pour Jérôme Cauët et Maud Olivier (PS), 50,86 % de participation.
- Élections départementales de 2021 : 53,86 % pour Latifa Naji (DVG) et Olivier Thomas (DVG), 46,14 % pour Françoise Marhuenda (DVC) et MIgor Trickovski (DVG), 34,82 % de participation.

Élections municipales
Résultats des deuxièmes tours :
- Élections municipales de 2001 : 70,80 % pour Gérard Nevers (DVD) élu au premier tour, 29,20 % pour Pierre Gérard (PS), 69,47 % de participation[58].
- Élections municipales de 2008 : 56,33 % pour Dominique Fontenaille (DVD) élu au premier tour, 33,41 % pour Thomas Chaumeil (DVG), 66,17 % de participation[59].
- Élections municipales de 2014 : 70,71 % pour Dominique Fontenaille (Union de la Droite) élu au premier tour, 29,29 % pour Ophélie Guin (Union de la Gauche), 60,04 % de participation[60].

- Élections municipales de 2020 : 62,08 % pour Dominique Fontenaille (DVD) élu au premier tour, 37,92 % pour Ophélie Guin (DVG), 40,38 % de participation.

Référendums
- Référendum de 2000 relatif au quinquennat présidentiel : 74,40 % pour le Oui, 25,60 % pour le Non, 37,28 % de participation[61].
- Référendum de 2005 relatif au traité établissant une Constitution pour l’Europe : 58,54 % pour le Oui, 41,46 % pour le Non, 78,44 % de participation[62].

### Politique de développement durable
Le réseau d’eau potable de la commune est depuis 2008 certifié comme respectant les critères de la norme ISO 14001[réf. nécessaire].
La municipalité s’est engagée dans une politique de construction ou rénovation des bâtiments communaux selon les préconisations de la démarche HQE[réf. nécessaire]. Un projet de station d’épuration est en cours[Quand ?],[réf. nécessaire].

### Jumelages
| Villebon-sur-Yvette Las Rozas de Madrid Liederbach am Taunus Saldus Whitnash |

Villebon-sur-Yvette a développé des associations de jumelage avec :
- Las Rozas de Madrid (Espagne) depuis le 22 septembre 1990, en espagnol Las Rozas de Madrid, située à 1 302 kilomètres ;
- Liederbach am Taunus (Allemagne) depuis septembre 1985, en allemand Liederbach am Taunus, située à 632 kilomètres ;
- Saldus (Lettonie) depuis 2014, en letton Saldus, située à 1 620 kilomètres ;
- Whitnash (Royaume-Uni) depuis 1992, en anglais Whitnash, située à 670 kilomètres.

## Équipements et services publics

### Enseignement
La commune est rattachée à l’académie de Versailles.
Plusieurs structures accueillent en 2010 les élèves de la ville, le jardin d’éveil Jacques-Brel, trois crèches, Joachim-du-Bellay, Les Casseaux et La Basse-Roche et la crèche familiale, trois écoles maternelles et élémentaires, La Roche, Les Casseaux, maternelle Charles-Perrault et élémentaire Andersen, le collège public Jules-Verne, qui dispose d’une section SEGPA et un collège et lycée privé catholique de l’Île-de-France, le centre de loisirs au Bois des Gelles. L’association Interval vient en aide à la jeunesse en difficulté de la commune[réf. nécessaire].
En 2008, la ville accueille aussi les locaux de l’École supérieure d'administration de l'Armement (ESAA) qui forme les officiers administratifs de la direction générale de l'Armement (DGA) et participe aux journées d’appel de préparation à la défense.

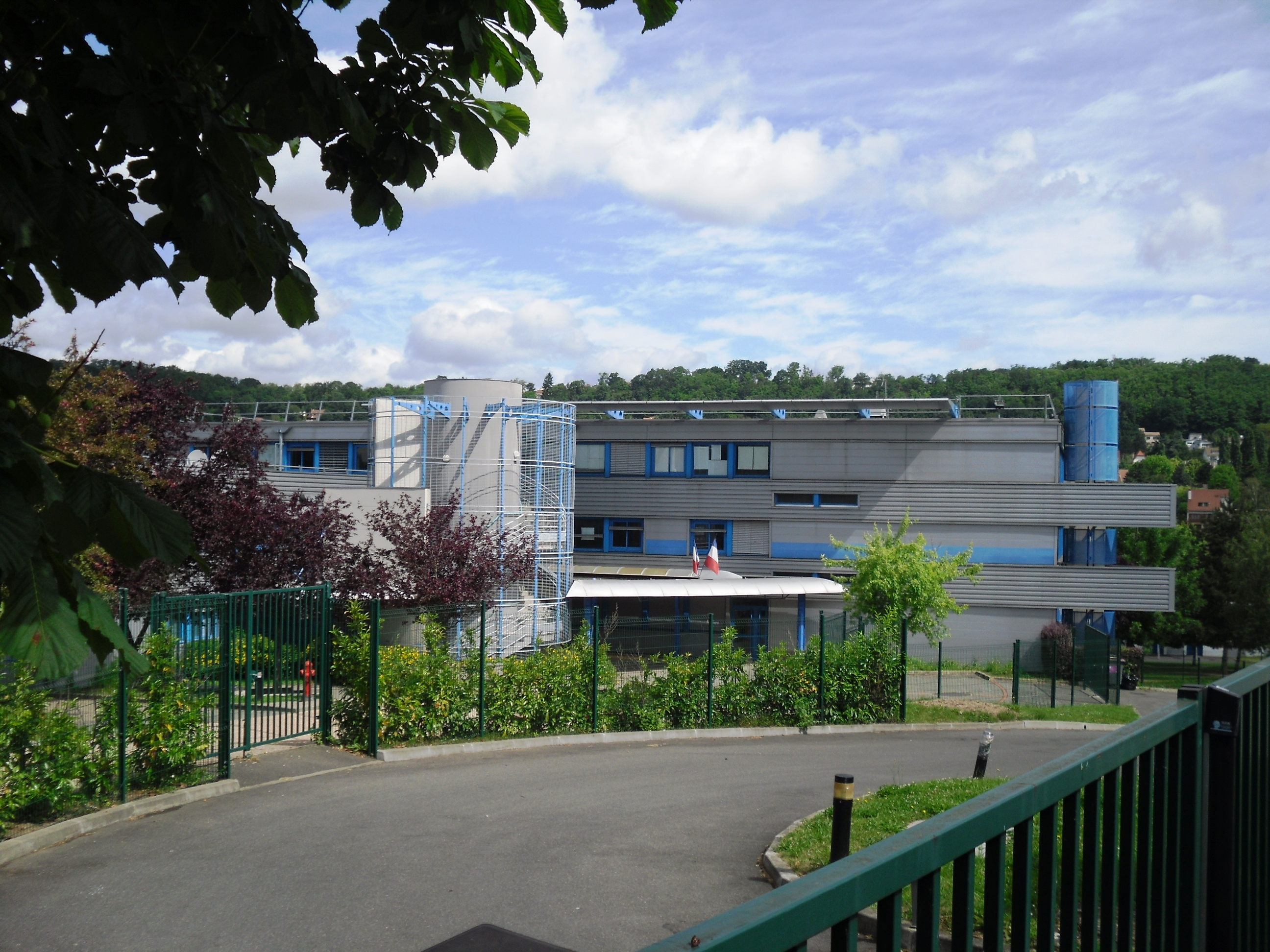
Le collège Jules-Verne.
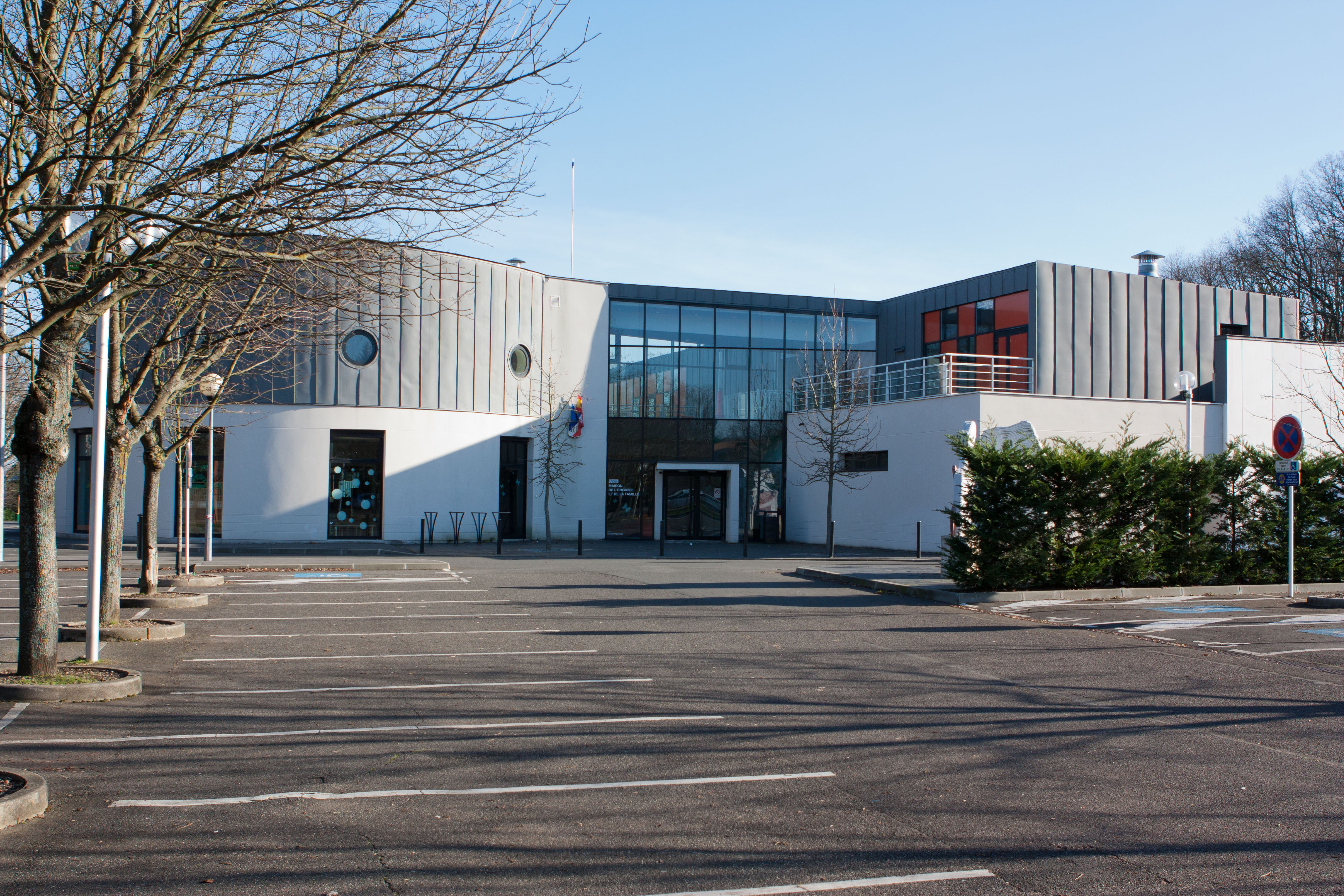
Maison de l'enfance et de la famille.

### Équipements culturels
En regard de sa taille modeste, la commune dispose de nombreuses infrastructures culturelles, parmi lesquelles, la ludothèque des Casseaux, la médiathèque des Maraîchers, le conservatoire Erik-Satie qui accueille six cents élèves, la MJC Boby-Lapointe, le Centre culturel Jacques-Brel, salle polyvalente de six cent cinquante places, la salle polyvalente Le Grand Dôme et trois salles de réunion à Villiers, aux Foulons et à la Boissière.

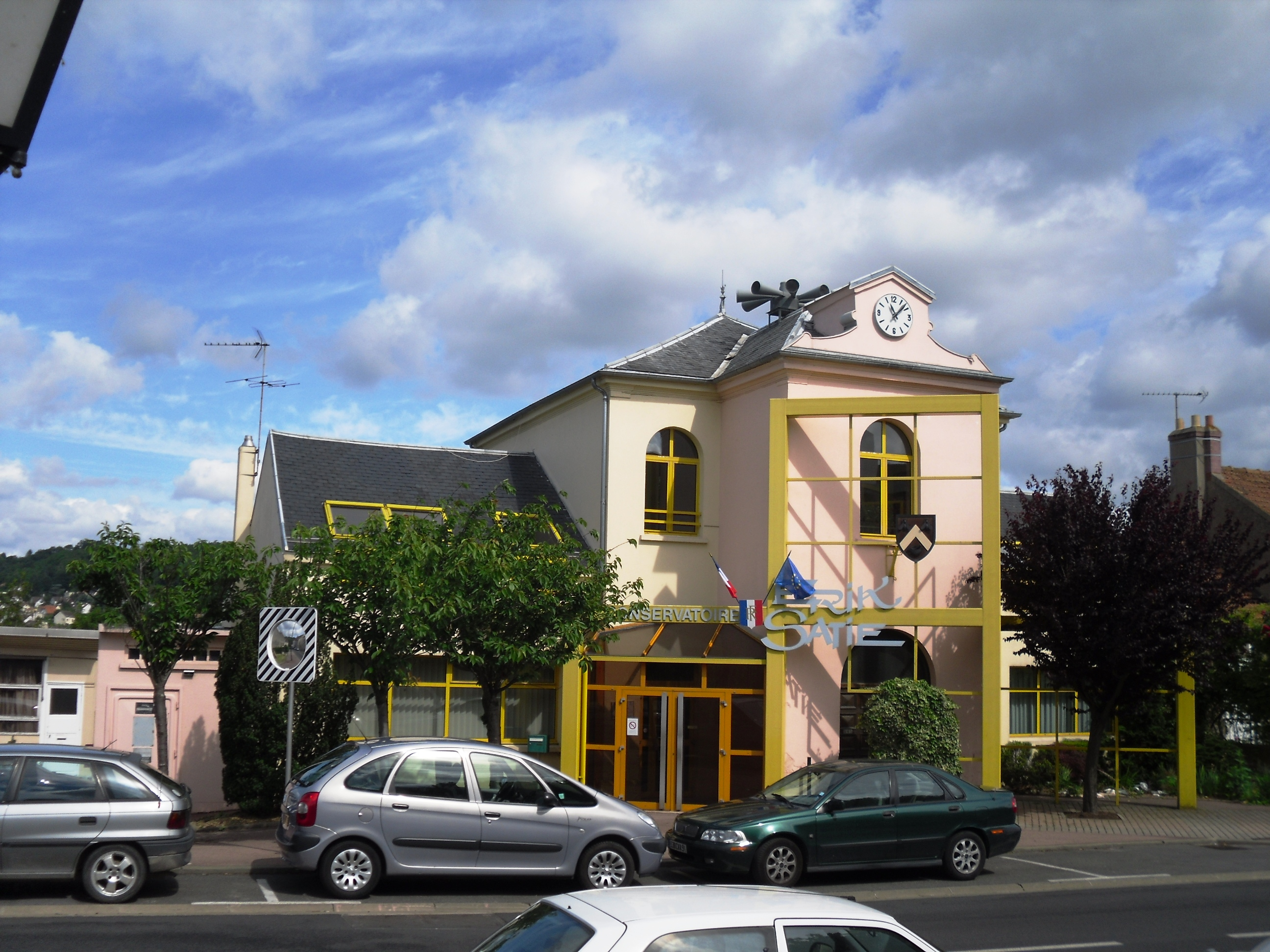
Le conservatoire de musique Erik-Satie.
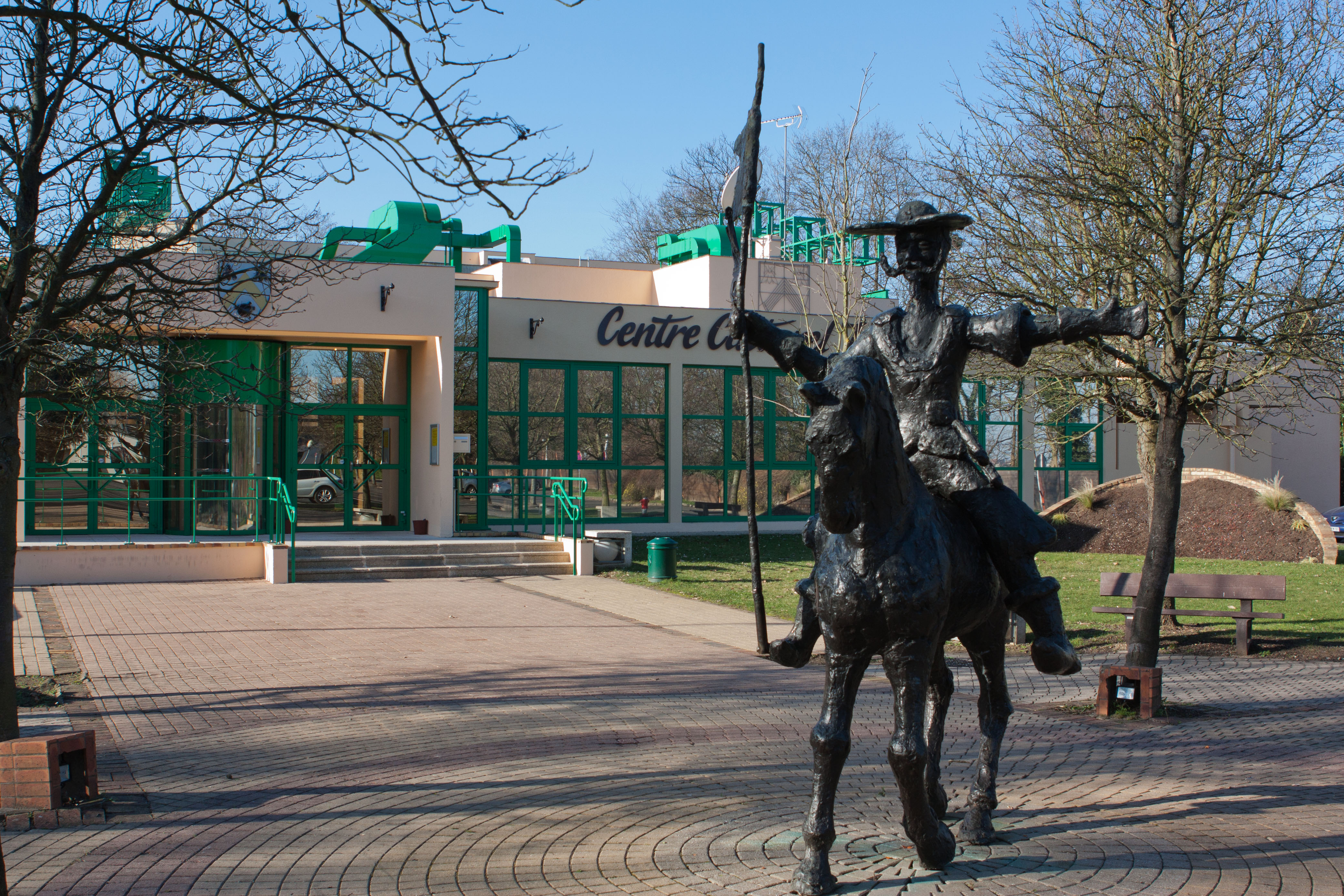
Le Centre culturel Jacques-Brel et la statue monumentale de Don Quichotte par Alex Garcia.

### Postes et télécommunications

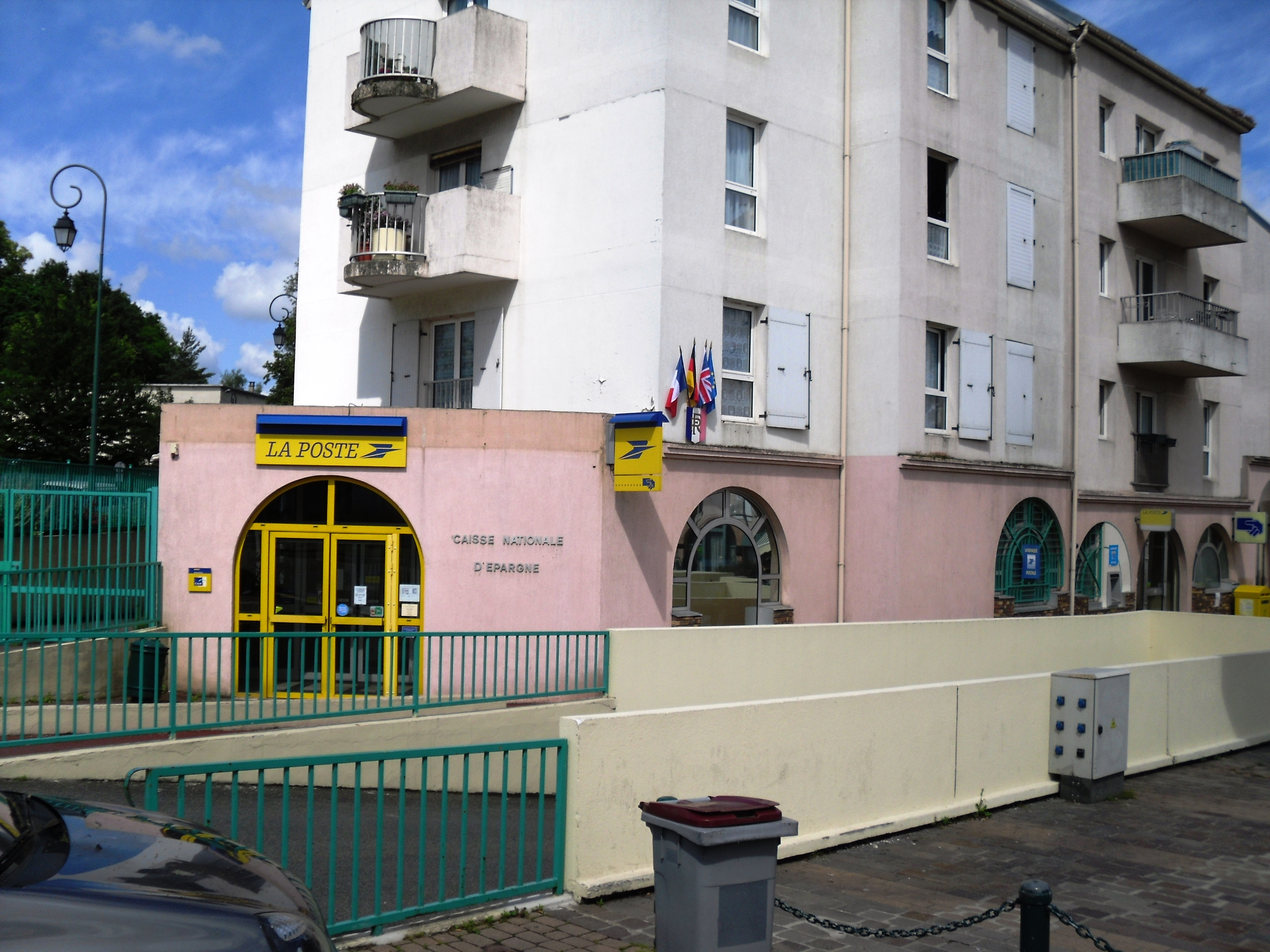
Le bureau de poste.

En dehors des services et infrastructures dépendants de la mairie, la ville dispose, en 2010, d’un bureau de Poste et d’un centre de tri du courrier.

### Santé
La commune ne dispose pas d’établissement de santé sur son territoire mais trois hôpitaux sont à proximité à Orsay, Longjumeau et Massy.
Elle a mis en place un centre communal d'action sociale et une résidence pour personnes âgées indépendantes offrant de multiples services. En 2008, quinze médecins et cinq chirurgiens-dentistes exercent sur la commune et trois pharmacies sont implantées sur son territoire.
En outre, la Croix-Rouge et le Secours catholique possèdent des locaux sur la commune.

### Justice, sécurité, secours et défense
En 2010, les casernes de pompiers et de gendarmerie de Palaiseau assurent la sécurité de Villebon-sur-Yvette.

## Population et société

### Démographie

#### Évolution démographique
L'évolution du nombre d'habitants est connue à travers les recensements de la population effectués dans la commune depuis 1793. Pour les communes de plus de 10 000 habitants les recensements ont lieu chaque année à la suite d'une enquête par sondage auprès d'un échantillon d'adresses représentant 8 % de leurs logements, contrairement aux autres communes qui ont un recensement réel tous les cinq ans,.

En 2022, la commune comptait 10 353 habitants, en évolution de −1,14 % par rapport à 2016 (Essonne : +2,89 %, France hors Mayotte : +2,11 %).
| 1793 | 1800 | 1806 | 1821 | 1831 | 1836 | 1841 | 1846 | 1851 |
| ---- | ---- | ---- | ---- | ---- | ---- | ---- | ---- | ---- |
| 630  | 704  | 676  | 634  | 644  | 626  | 656  | 654  | 679  |

| 1856 | 1861 | 1866 | 1872 | 1876 | 1881 | 1886 | 1891 | 1896 |
| ---- | ---- | ---- | ---- | ---- | ---- | ---- | ---- | ---- |
| 662  | 688  | 725  | 699  | 729  | 711  | 733  | 775  | 790  |

| 1901 | 1906 | 1911 | 1921  | 1926  | 1931  | 1936  | 1946  | 1954  |
| ---- | ---- | ---- | ----- | ----- | ----- | ----- | ----- | ----- |
| 776  | 734  | 809  | 1 181 | 1 621 | 1 829 | 1 695 | 1 860 | 2 370 |

| 1962  | 1968  | 1975  | 1982  | 1990  | 1999  | 2006  | 2011  | 2016   |
| ----- | ----- | ----- | ----- | ----- | ----- | ----- | ----- | ------ |
| 3 033 | 4 949 | 7 234 | 7 728 | 9 080 | 9 373 | 9 600 | 9 742 | 10 472 |

| 2021   | 2022   | - | - | - | - | - | - | - |
| ------ | ------ | - | - | - | - | - | - | - |
| 10 322 | 10 353 | - | - | - | - | - | - | - |

Des débuts du recensement des personnes jusqu’au début du XXe siècle, le village rural a connu une relative stabilité du nombre d’habitants. À partir du deuxième quart du XXe siècle, l’engouement des parisiens pour le caractère champêtre de la commune entraîna un doublement de la population jusqu’au sortir de la Seconde Guerre mondiale. Cependant, la commune perdit quatre-vingt-une personnes lors des combats de 1914-1918 et 1939-1945. Les années 1960 et 1970 virent la construction de lotissements pavillonnaires puis d’immeubles collectifs par la municipalité de gauche.
L’évolution continua avec la création du nouveau centre-ville dans les années 1980 et de nouveaux logements dans les années 1990 pour se rapprocher du palier des dix mille habitants au début du XXIe siècle. Toutefois, l’accroissement se fait moins rapidement, les terrains constructibles étant presque tous occupés.
En 1999, 10,5 % des foyers étaient des familles monoparentales, 4,7 % de la population était étrangère. Parmi cette population d’origine étrangère, la plus importante est celle venant du Portugal avec 2,5 % du total.[Passage à actualiser]

#### Pyramide des âges
En 2018, le taux de personnes d'un âge inférieur à 30 ans s'élève à 37,1 %, soit en dessous de la moyenne départementale (39,9 %). À l'inverse, le taux de personnes d'âge supérieur à 60 ans est de 22,2 % la même année, alors qu'il est de 20,1 % au niveau départemental.
En 2018, la commune comptait 5 154 hommes pour 5 392 femmes, soit un taux de 51,13 % de femmes, légèrement supérieur au taux départemental (51,02 %).
Les pyramides des âges de la commune et du département s'établissent comme suit.
| Hommes | Classe d’âge | Femmes |
| ------ | ------------ | ------ |
| 0,3    | 90 ou +      | 0,8    |
| 5,2    | 75-89 ans    | 7,1    |
| 15,1   | 60-74 ans    | 16,0   |
| 19,6   | 45-59 ans    | 20,5   |
| 20,8   | 30-44 ans    | 20,2   |
| 18,5   | 15-29 ans    | 16,9   |
| 20,5   | 0-14 ans     | 18,6   |

| Hommes | Classe d’âge | Femmes |
| ------ | ------------ | ------ |
| 0,5    | 90 ou +      | 1,4    |
| 5,4    | 75-89 ans    | 7,2    |
| 12,9   | 60-74 ans    | 13,9   |
| 20     | 45-59 ans    | 19,4   |
| 19,9   | 30-44 ans    | 20,1   |
| 20     | 15-29 ans    | 18,2   |
| 21,3   | 0-14 ans     | 19,8   |

### Sports
Villebon-sur-Yvette dispose de plusieurs installations sportives dont le centre sportif Saint-Exupéry, équipé de deux gymnases, un mur d'escalade, deux terrains de football, neuf courts de tennis, un centre de tir sportif et de tir à l'arc, un boulodrome, la piscine en association avec la commune de Palaiseau, un minigolf et un practice d’entraînement au golf à Villiers, un hippodrome de gazon.
Une École Municipale des Sports et vingt-cinq associations regroupant plus de trois mille licenciés forment les jeunes et moins jeunes Villebonais aux sports.
Le RC Villebon 91 (club de volleyball) s'est illustré à de nombreuses reprises en compétitions nationales et internationales. À la suite du dépôt de bilan du RC Villebon 91[Quand ?], une section volleyball a été créée[Quand ?] au sein de l'ASV (Art et Sport Villebon).
La ville accueille un club d'escrime important au niveau régional, ainsi que, depuis juin 2009, le club de football américain des Quarks qui évolue en 3e division nationale.
La ville a aussi accueilli les championnats du monde de twirling bâton en 2012.
Dans l'optique d'accueillir les Jeux de la Francophonie en 1994, le département a décidé la construction d'une salle polyvalente. Le site de Villebon-sur-Yvette est alors choisi pour ses facilités d’accès, l'espace disponible et la proximité du grand parc d’activités. Cette salle, la plus grande infrastructure omnisports de l'Essonne, de 8 000 m2, deviendra Le Grand Dôme, qui était une propriété communale. Fermée depuis 2015 en raison de son coût de fonctionnement (entre 200 000 et 300 000 € annuels), elle est rachetée pour 24 millions d'euros en février 2018 par la fédération française de judo, qui y avait organisé les championnats de France en 2014. Le nouveau propriétaire y tiendra ses compétitions, mais y accueillera également d'autres sports, ainsi que d'autres activités, telles que centre d’examen, salle de spectacle, ou plateau de télévision, afin de profiter de ses 6 300 places assises.

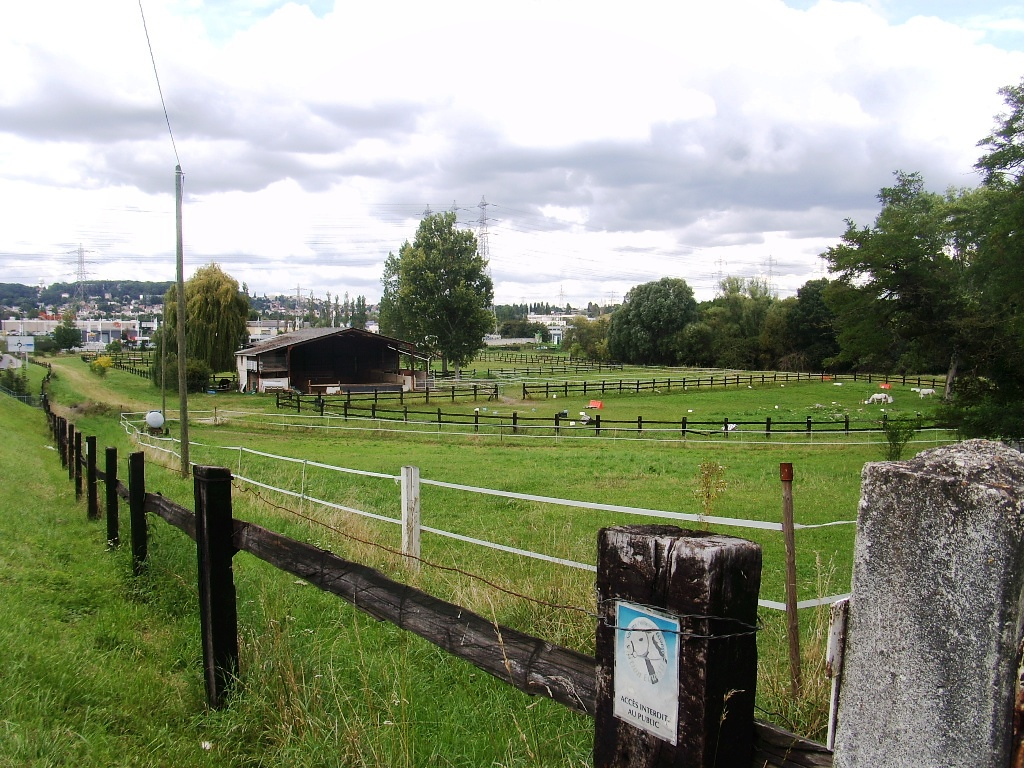
L'Hippodrome.
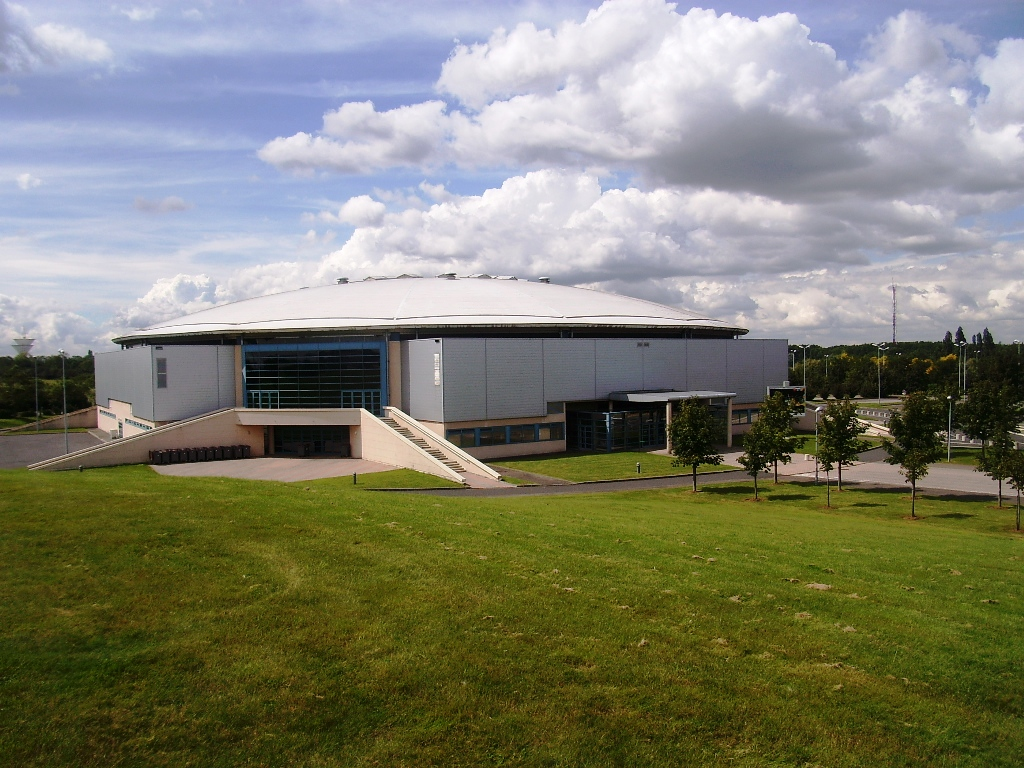
Le Grand Dôme.

### Manifestations culturelles et festivités
Trois manifestations d’importances rythment la vie de la commune : les Puces de Villebon, un vide-greniers, qui se tiennent chaque année lors du week-end de Fête des Mères, les Guinguettes de l’Yvette, en association avec la commune de Palaiseau, traditionnellement les premiers samedi et dimanche de juin, l’occasion de retrouver l’ambiance des bords de la rivière du début du XIXe siècle et la fête des saints Côme et Damien, fête de la commune pour laquelle sont organisés un bal, un feu d'artifice et des rencontres avec les habitants des communes jumelées.
Douze[Quand ?] associations dont le Lions Clubs et les Scouts et Guides de France animent la vie culturelle de Villebon-sur-Yvette. Une maison des arts et sports de Villebon et une maison des arts graphiques coordonnent les intervenants[réf. nécessaire].

### Lieux de culte
La paroisse catholique de Villebon-sur-Yvette dépend du diocèse d’Évry-Corbeil-Essonnes et du doyenné de Palaiseau. Elle dispose de l’église dédiée aux saints-Côme-et-Damien et de la chapelle dédiée à saint-Sébastien. De plus la commune accueille un institut bouddhiste vietnamien Truc Lâm.

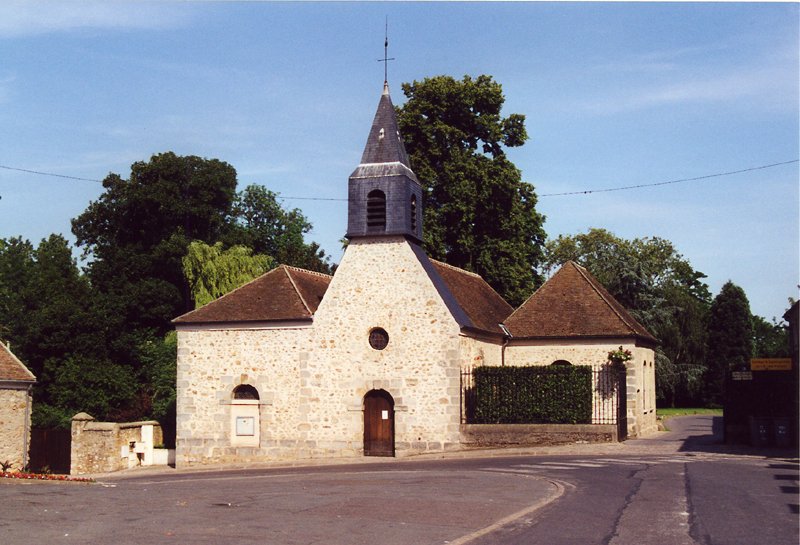
L’église Saints-Côme-et-Damien.
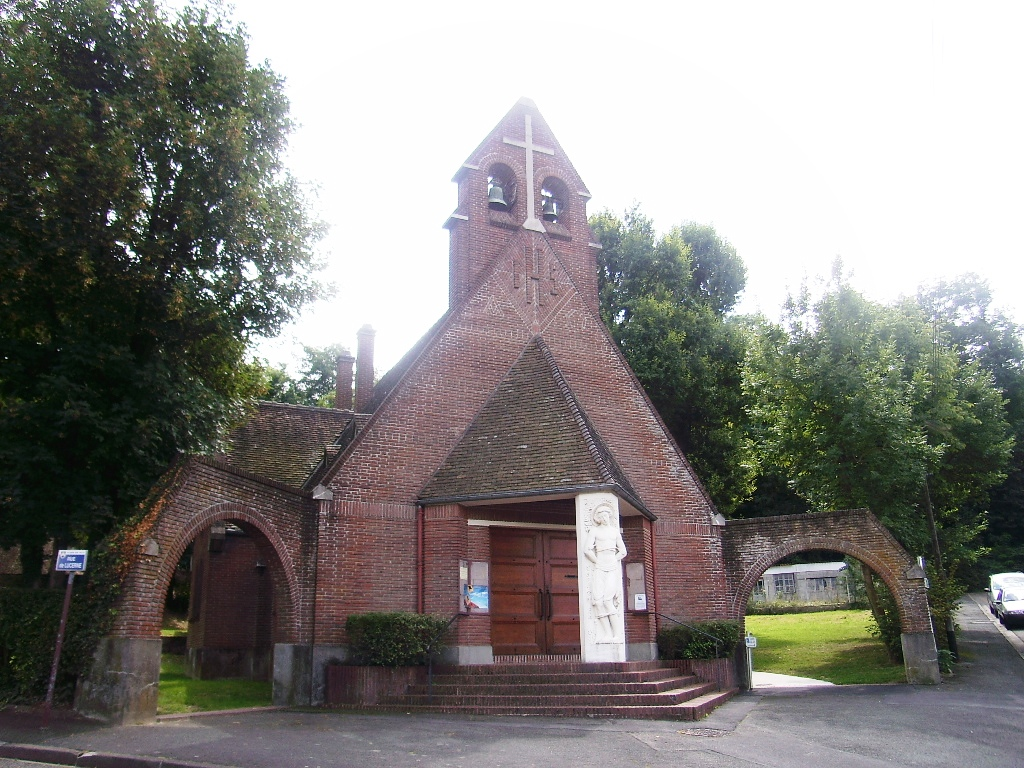
La chapelle Saint-Sébastien.
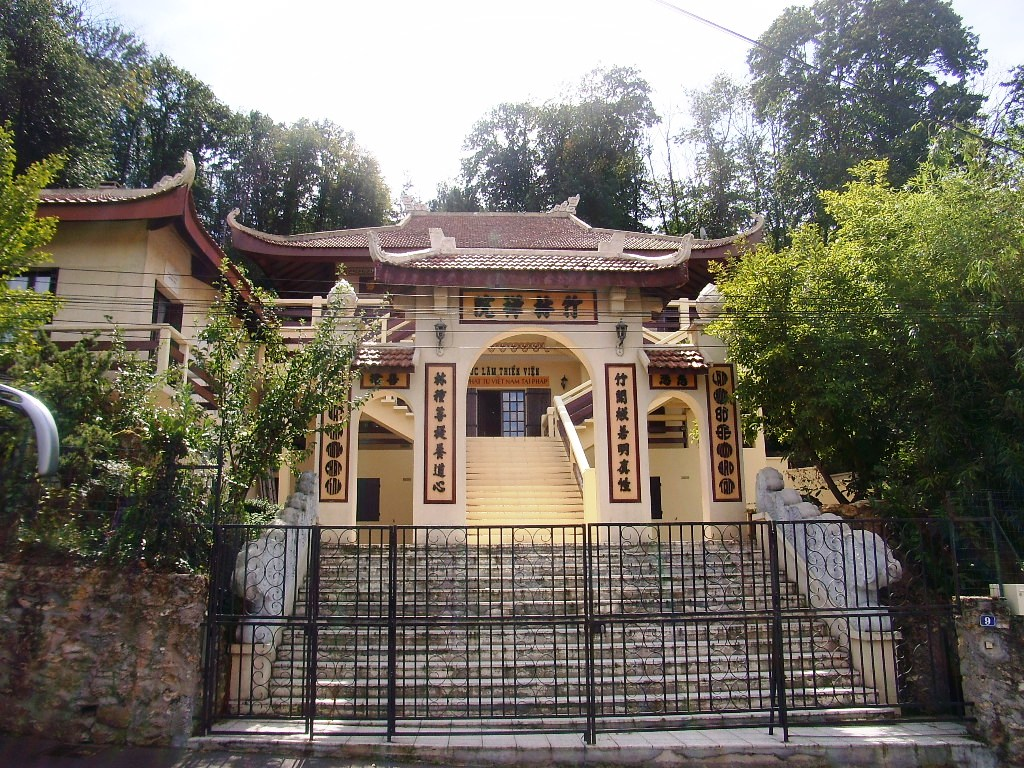
L’institut bouddhique Trùc Lâm.

### Médias
L’hebdomadaire Le Républicain diffuse une édition pour le Nord-Essonne qui traîte en partie des informations du secteur. La chaîne de télévision régionale Télif, qui a repris les programmes de Téléssonne, diffuse des informations locales sur le réseau satellite et ADSL. S’ajoute la chaîne France 3 Paris Île-de-France disponible dans tout le bassin parisien.

## Économie

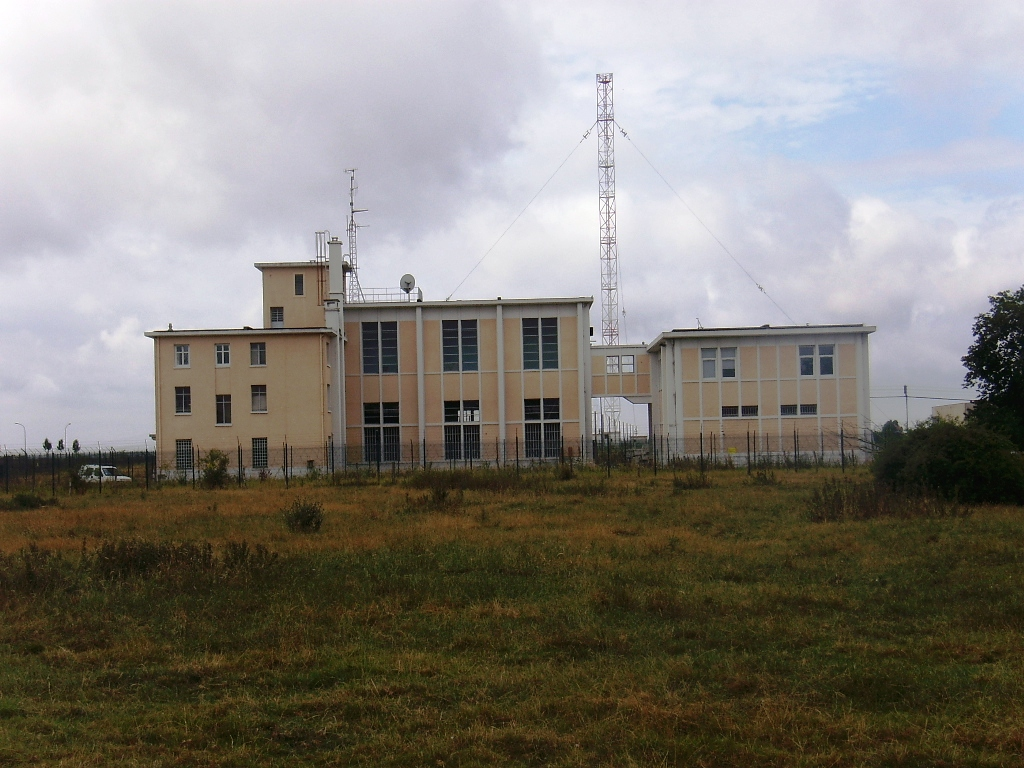
Le relais de radiodiffusion.

Villebon-sur-Yvette, intégrée au bassin d'emploi d’Orsay par l’Insee qui rassemble en 2008 126 000 habitants, dispose d’un tissu économique riche grâce notamment aux zones d’activités de Courtabœuf et sa pépinière d'entreprises Apis Développement, qui occupe quatre-vingt-treize hectares sur le territoire de la commune, de La Prairie, la Bretêche et à la zone commerciale de Villebon 2. Avec mille salariés, Microsoft France est le premier employeur de la commune en 2008, suivi de près par JM Bruneau et ses huit cents salariés.
Elle accueille plus de 445 entreprises[Quand ?], dont cent un commerces, cinquante-sept professions libérales, vingt-deux artisans et soixante-seize associations représentant un total de 10 681 emplois, bien supérieur aux 4 904 personnes classées parmi la population active[réf. nécessaire].
La commune propose[Quand ?] cinquante-trois chambres d’hôtel, principalement dédiées au tourisme d’affaire des zones d’activités.
La commune de Villebon-sur-Yvette abritait l’un des quatre émetteurs de la TNT en Île-de-France, mis en service en 1935, aujourd’hui démantelé.

### Emplois, revenus et niveau de vie
Le taux de chômage était de 4,62 % en 2005, à comparer aux 6,7 % départemental. En 2004, le revenu moyen par habitant était de 25 094 € par an, 64,1 % des habitants sont propriétaires de leur logement.
Le revenu fiscal médian par ménage était en 2006 de 26 216 euros, ce qui plaçait Villebon-sur-Yvette au deux cent quatre-vingtième rang parmi les 30 687 communes de plus de cinquante ménages en métropole et au vingt-huitième rang départemental.
| Répartition des emplois par catégorie socioprofessionnelle en 2006. |              |                                           |                                                   |                            |                          |                           |
|                                                                     | Agriculteurs | Artisans, commerçants, chefs d’entreprise | Cadres et professions intellectuelles supérieures | Professions intermédiaires | Employés                 | Ouvriers                  |
| Villebon-sur-Yvette                                                 | 0,5 %        | 5,1 %                                     | 26,1 %                                            | 25,2 %                     | 27,3 %                   | 15,9 %                    |
| Zone d’emploi d’Orsay                                               | 0,2 %        | 3,7 %                                     | 36,2 %                                            | 26,2 %                     | 21,4 %                   | 12,3 %                    |
| Moyenne nationale                                                   | 2,2 %        | 6,0 %                                     | 15,4 %                                            | 24,6 %                     | 28,7 %                   | 23,2 %                    |
| Répartition des emplois par secteur d'activité en 2006.             |              |                                           |                                                   |                            |                          |                           |
|                                                                     | Agriculture  | Industrie                                 | Construction                                      | Commerce                   | Services aux entreprises | Services aux particuliers |
| Villebon-sur-Yvette                                                 | 2,1 %        | 11,5 %                                    | 6,7 %                                             | 33,1 %                     | 22,8 %                   | 4,3 %                     |
| Zone d’emploi d’Orsay                                               | 1,0 %        | 13,4 %                                    | 3,8 %                                             | 18,1 %                     | 30,5 %                   | 5,4 %                     |
| Moyenne nationale                                                   | 3,5 %        | 15,2 %                                    | 6,4 %                                             | 13,3 %                     | 13,3 %                   | 7,6 %                     |
| Sources : Insee                                                     |              |                                           |                                                   |                            |                          |                           |

### Parc d’activité de Courtabœuf
En 1960 est décidée l’implantation d’un parc d’activité sur le plateau de Courtabœuf. La commune comme ses voisines doit céder des espaces de culture pour accueillir en 1967 la première structure : Atochem. Ce parc d’activité aujourd’hui[Quand ?] premier parc tertiaire d’Europe est connu sous le nom de Parc d'activités de Courtabœuf.

### Centre commercial Villebon 2

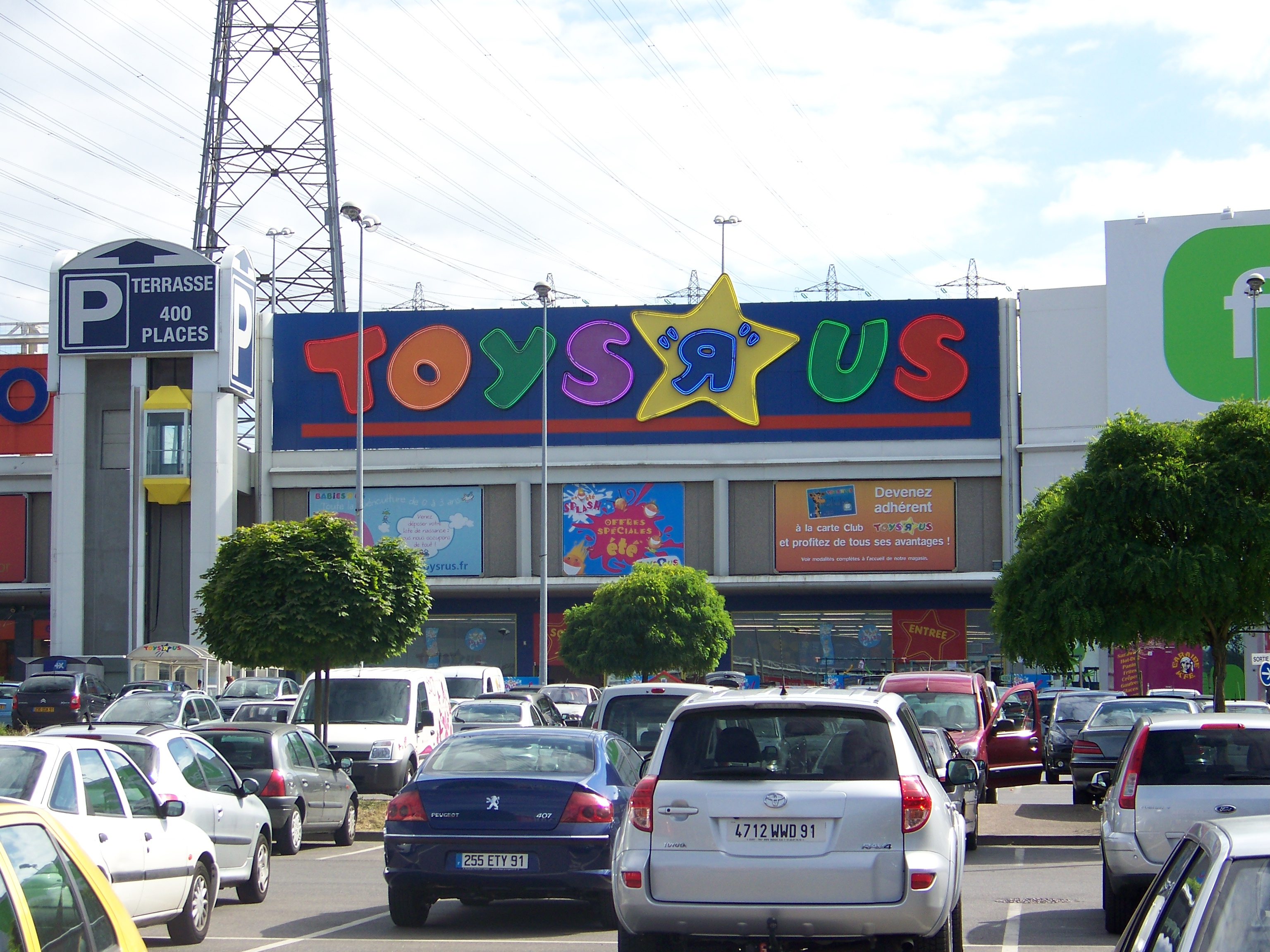
Vue du Toys’r’Us de Villebon 2.

L’installation du centre commercial Villebon 2 a été entamée en 1988 par l’ouverture d’un hypermarché accompagné d’une galerie commerciale. À partir de 1998, des enseignes de hard-discount ont accru l’offre commerciale. En 2006, une nouvelle phase d’agrandissement et une réorganisation de l’offre ont permis l’installation d’enseignes milieu de gamme. Il était en couverture du no 3135 de Télérama du 10 février 2010 avec pour titre Halte à la France moche !

### Agriculture

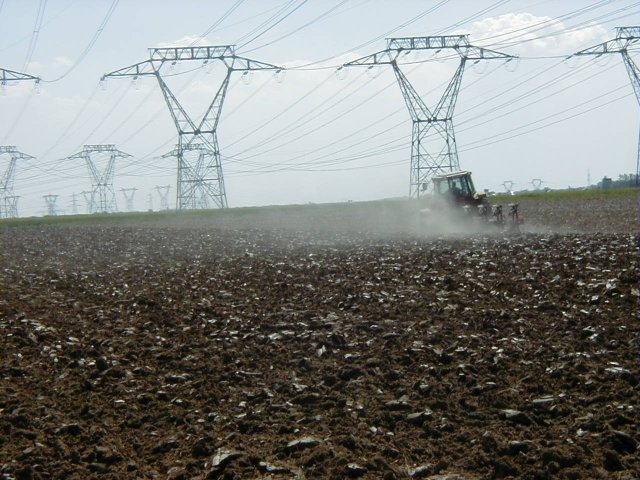
Labour à Villebon-sur-Yvette.

En 2000, l’enquête du plan local d'urbanisme recensait cinq exploitations agricoles pour un total de soixante-dix neuf hectares, principalement tournées vers le maraîchage.
En 1999, l’agriculture occupait vingt-quatre villebonais, soit 0,5 % des actifs. Ces terrains sont aujourd’hui protégés par la municipalité et l’activité maintenue.
En 2008, la commune est également associée au « Triangle Vert des villes maraîchères du Hurepoix » qui vise à promouvoir une agriculture péri-urbaine économiquement viable et garantissant un développement durable.

## Culture locale et patrimoine

### Patrimoine environnemental
- Villebon-sur-Yvette bénéficie d’un cadre naturel préservé et mis en valeur. On trouve ainsi le parc de la Mairie, la promenade de l’Yvette, le minigolf de Villiers, un vaste espace forestier avec le bois des Gelles (seize hectares) et des étendues de maraîchage.
- Le bois des Gelles a été recensé au titre des espaces naturels sensibles par le conseil départemental de l'Essonne[105].
- Elle s’est vu décerner trois fleurs au concours des villes et villages fleuris[106].

### Lieux et monuments

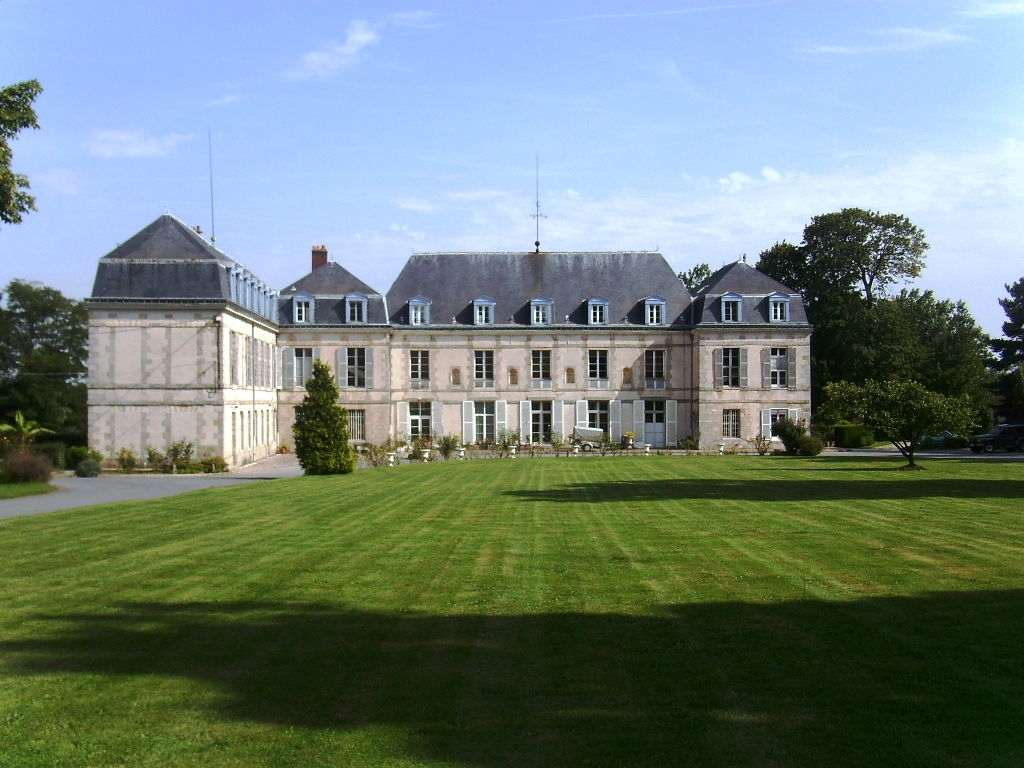
Le château de Villebon-sur-Yvette (XVe siècle).

- Le château de Villebon-sur-Yvette de style Renaissance a été construit au XVe siècle[107]. Le lavoir du hameau de Villiers date de 1588 et fut restauré en 1865[108].
- Plusieurs ponts ont été construits au début du XXe siècle pour permettre le passage de la ligne de chemin de fer, dont le pont à deux niveaux de la rue Muller[109] équipé d’un quai de déchargement et le pont de sept mètres[110], caractérisé par les sept de hauteur et de largeur de sa voûte.
- L'église Saints-Côme-et-Damien, datant du XVIe siècle, est située à proximité du château[111]. La chapelle Saint-Sébastien, dans le quartier des Casseaux, est de construction plus récente (1938) en brique rouge[112]. L’Institut Bouddhique Trùc Lhâm est situé rue de Neuchâtel dans le quartier suisse.
- Les constructions récentes (hôtel de ville, centre culturel, centre sportif) ou réhabilitées (conservatoire, école de La Roche) présentent une unité dans l’utilisation de structures métalliques apparentes colorées.
- Le GR 655, ancien chemin de Saint-Jacques-de-Compostelle, passe par la commune en suivant les rives de l’Yvette.

### Personnalités liées à la commune

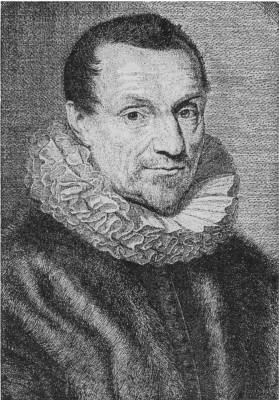
Jacques Auguste de Thou.

Différents personnages publics sont nés, décédés ou ont vécu à Villebon-sur-Yvette :
- Augustin de Thou (?-1554), seigneur de Villebon ;
- Jacques Auguste de Thou (1553-1617), écrivain et premier président du Parlement de Paris, seigneur de Villebon du 19 décembre 1600 à 1617 ;
- Nicolas de Thou, (1528-1598), seigneur de Villebon, évêque de Chartres de 1573 à 1598, qui célébra en 1594 le sacre d’Henri IV dans la cathédrale Notre-Dame de Chartres ;
- Nicolas Potier de Novion (1618-1693), seigneur de Villebon, premier président du Parlement de Paris de 1677 à 1689, membre de l'Académie française ;
- Jacques Duclos (1896-1975), politicien et résistant, se cacha au hameau de Villiers de 1941 à 1944 ;
- Bernard Stiegler (1952-2020), philosophe, spécialiste du développement technologique et des technologies numériques. Il dirigea l'Institut de recherche et d'innovation (IRI) qu'il fonda en 2006.
- Jérôme Lorant (1961- ), footballeur, y fut licencié.

### Héraldique et logotype
| Blason de Villebon-sur-Yvette | Blason  | D’argent au chevron de sable accompagné, en chef, de deux taons et en pointe un mortier, le tout du même. |
| Blason de Villebon-sur-Yvette | Détails | Le blason de Villebon-sur-Yvette regroupe les éléments qui ont marqué l’histoire de la ville depuis le Moyen Âge. Le chevron symbolise l’Yvette, rivière frontière avec Palaiseau, les taons rappellent la famille de Thou, seigneurs de Villebon, le mortier symbolise saints Côme et Damien, patrons des apothicaires et saints patrons de la paroisse. Ce blason apparaît sur la rame de TGV 313 et la motrice immatriculée 8718B au titre du parrainage des locomotives par les communes. La commune s’est aussi dotée d’un logo reprenant le graphisme du blason. Adopté en 1975 par le conseil municipal |
| Blason de Villebon-sur-Yvette | Alias   | Logotype de Villebon sur Yvette reprenant le blason avec un chevron jaune. |

### Villebon-sur-Yvette dans les arts et la culture
- Une légende raconte qu’en 451, sainte Geneviève, après avoir protégé Paris de l'avancée des Huns, s'arrêta pour se désaltérer dans une source qui porte son nom dans le parc actuel du château.
- Une autre légende raconte qu’au bord du plateau de Courtabœuf, dominant la vallée de l’Yvette à une altitude de cent cinquante-cinq mètres, s'élevait l'abbaye de Villefeu, propriété des religieux de Saint-Éloi. Cette abbaye apparaissait encore sur les cartes du XVIIIe siècle mais disparut dans un cataclysme. Un historien rapportait en 1888 que « la nuit de Noël, au moment où sonne la messe de minuit, les âmes des anciens religieux reviennent »[114].
- En 1941 furent tournées à Villebon-sur-Yvette des scènes du film Goupi Mains Rouges de Jacques Becker.
- La commune est surnommée le « Monaco essonnien » par le milieu politique du département du fait de l'importance de son budget et paradoxalement de la faiblesse de la taxation des résidents. De plus, le centre commercial Villebon 2 est surnommé le « Las Vegas villebonais » par les communes voisines importunées par la pollution lumineuse des enseignes[115].
- Le centre commercial de Villebon 2 apparaît dans le film Podium de Yann Moix sorti en 2004 lorsque Benoît Poelvoorde décide de se produire sur le parking plutôt que dans le restaurant trop petit et dans le film J'ai toujours rêvé d'être un gangster de Samuel Benchetrit sorti en 2008[116].
- Un étang, un lieu-dit et un quartier HLM sont nommés « Villebon » dans la commune altoséquanaise de Meudon, un hôtel-restaurant de la chaîne Mercure a pris le nom d’« Ermitage de Villebon »[117].
- Villebon-sur-Yvette est mentionnée dans le film Le Nom des gens de Michel Leclerc, comme lieu de naissance du personnage Arthur Martin (joué par Jacques Gamblin). Il symbolise un lieu perdu et méconnu.